# Matthias Diependaele
Matthias Diependaele (ur. 7 sierpnia 1979 w Sint-Niklaas) – belgijski i flamandzki polityk oraz samorządowiec, minister w rządzie regionalnym, od 2024 minister-prezydent Regionu Flamandzkiego (premier Flandrii).

## Życiorys
Wnuk polityka Renaata Diependaele. W 2006 ukończył prawo na Katholieke Universiteit Leuven. Działał w organizacji Vlaamse Volksbeweging (VVB), ruchu wspierającym niepodległość Flandrii. W 2001 dołączył do powstałego w tym samym roku Nowego Sojuszu Flamandzkiego, był też aktywistą młodzieżówki tego ugrupowania. Krótko pracował w rodzinnej firmie budowlanej, w 2006 został asystentem europosłanki Friedy Brepoels.
W 2009 po raz objął mandat deputowanego do Parlamentu Flamandzkiego, utrzymywał go w kolejnych wyborach w 2014, 2019 i 2024. W 2013 powołany na przewodniczącego frakcji deputowanych swojego ugrupowania. W 2012 wybrano go też na radnego miejscowości Zottegem, w 2022 został jej tytularnym burmistrzem (do 2024). W październiku 2019 wszedł w skład rządu regionalnego Flandrii (kierowanego przez Jana Jambona) jako minister gospodarki, innowacji i przemysłu, spraw zagranicznych oraz cyfryzacji. Pełnił tę funkcję przez całą pięcioletnią kadencję. We wrześniu 2024 został nowym premierem tego regionu, obejmując również stanowisko ministra do spraw finansów, budżetu i mieszkalnictwa.